# Muhammad Nur Aiman Mohd Zariff
Muhammad Nur Aiman Mohd Zariff (Marang, 1º ottobre 1997) è un ciclista su strada e pistard malese che corre per il team Terengganu Polygon Cycling Team. Ha vinto due volte la classifica scalatori al Tour de Langkawi (2020 e 2022) e il titolo nazionale in linea 2023.

## Palmarès
- 2022 (Terengganu Polygon Cycling Team)

Giochi del Sud-est asiatico, Prova in linea
- 2023 (Terengganu Polygon Cycling Team)

Campionati malesi, Prova in linea

### Altri successi
- 2019 (Team Sapura Cycling)

Classifica giovani Tour de Selangor
- 2020 (Team Sapura Cycling)

Classifica punti Cambodia Bay Cycling Tour
Classifica scalatori Tour de Langkawi
- 2022 (Terengganu Polygon Cycling Team)

Classifica scalatori Tour de Langkawi
- 2023 (Terengganu Polygon Cycling Team)

Selangor International Race
- 2024 (Terengganu Cycling Team)

3ª tappa Tour Gateh D'Tranung  (Kuala Nerus > Kuala Nerus)

## Piazzamenti

### Competizioni continentali
- Campionati asiatici su strada

Nakhon Ratchasima 2015 - Cronometro Junior: 14º
Izu 2016 - In linea Under-23: ritirato
Naypyidaw 2018 - In linea Under-23: 34º
Taškent 2019 - Cronometro Under-23: 16º
Taškent 2019 - In linea Under-23: 14º
Rayong 2023 - In linea Elite: 11º
Almaty 2024 - In linea Elite: 30º
- Campionati asiatici su pista

Nuova Delhi 2017 - Inseguimento individuale: 8º
- Giochi asiatici

Giacarta 2018 - Inseguimento a squadre: 7º
Giacarta 2018 - Inseguimento individuale: 8º